# Megosztott tervezési minták
Szoftverfejlesztésben a megosztott tervezési minta az elosztott számítási problémákra összpontosító tervezési minta.

## Osztályozás
A megosztott tervezési minták több csoportra oszthatók:
- Elosztott kommunikációs minták
- Biztonsági és megbízhatósági minták
- Eseményalapú szoftverarchitektúra

## Példák
- Tömeges szinkron párhuzam
- MapReduce modell
- Távoli munkamenet[1]

## Fordítás
Ez a szócikk részben vagy egészben  a   Distributed design patterns című angol Wikipédia-szócikk ezen változatának fordításán alapul.  Az eredeti cikk szerkesztőit annak laptörténete sorolja fel. Ez a jelzés csupán a megfogalmazás eredetét és a szerzői jogokat jelzi, nem szolgál a cikkben szereplő információk forrásmegjelöléseként.